# Queisser Pharma
Queisser Pharma — немецкая фармацевтическая компания со штаб-квартирой во Фленсбурге.

## История
Компания Queisser Pharma была основана фармацевтом Альфредом Квайссером из Гамбурга. Первоначально экономическое направление компании было сосредоточено на производстве и сбыте разработанного в 1919 году аптекарем из Эссена Йозефом Петером Хеннесом «энергетического тоника» (нем. «Energie-Tonikums») Doppelherz. В эпоху национал-социализма компания принимала участие в антисемитской кампании против своего конкурента Beiersdorf, начиная с 1933 года.
С конца 1970-х годов компания Queisser Pharma принадлежит компании HGDF Familienholding GmbH & Co. KG, основанной в 1738 году во Фленсбурге и также являвшейся владельцем Flensburger и FRS, среди прочих. В настоящее время Queisser является международной компанией, насчитывающей около 500 сотрудников, которая активно работает со своей продукцией в подсегментах рынка здравоохранения.
В 1990-е годы ассортимент был расширен под брендом Doppelherz за счёт различных продуктов в области витаминов, минералов и других биологически активных добавок. За пределами фармацевтики Doppelherz достиг лидерства на рынке во многих подсегментах, особенно в области витаминов и минералов.
В 2006 году компания Queisser Pharma представила линейку продуктов «Doppelherz system», которая продаётся исключительно в аптеках. В состав входят биологически активные добавки со специальным составом. Дочерняя компания Doppelherz Pharma GmbH, расположенная во Фленсбурге, производит химико-синтетические и индивидуальные растительные препараты.

## Продукция
Кроме Doppelherz, компания Queisser также выпускает средства для очистки зубных протезов Protefix, пищеварительные средства Ramend и Stozzon, а также другие биологически активные добавки с порошком шиповника под торговой маркой Litozin. В ассортимент также входят гомеопатические препараты для детей.

## Мировые рынки
Кроме Германии и классических европейских рынков, компания Queisser Pharma в настоящее время также активно работает на международном уровне в Восточной Европе с Польшей, Россией, Украиной, Румынией и Болгарией, а также в некоторых частях Южной Америки и Юго-Восточной Азии. Благодаря сотрудничеству с Alibaba Group компания Queisser Pharma в последние годы также смогла завоевать долю рынка, особенно в Китае.

## Критика
«Гринпис» обвиняет Queisser в нарушении договоров об охране Антарктики из-за производства Doppelherz. Считается, что из-за вылова криля для производства капсул с жирными кислотами омега-3 окружающей среде в Антарктиде будет нанесён большой ущерб.